# Школа № 1531 имени С. К. Годовикова
Школа № 1531 имени С. К. Годовикова (бывш. школа № 21 специальная с углублённым изучением английского языка, затем гимназия № 1217) — государственное бюджетное образовательное учреждение города Москвы. Расположена в Останкинском районе Северо-Восточного административного округа. Присутствовала в рейтингах лучших школ Москвы.

## Обучение
Статус гимназии получила в 1994 году. Определяется как гимназия с лингвистическим направлением, даёт расширенные знания русского языка, а также углублённое изучение двух иностранных языков, изучаемых учащимися на выбор из четырех преподаваемых в школе — английского (обязательного), французского, немецкого и испанского (третий изучается в факультативном режиме), причём подразумевается весьма высокий уровень владения ими. В некоторых классах вместо второго иностранного языка можно выбрать углубленное изучение математики.
В старших классах учащиеся переходят на профильное обучение — на социально-гуманитарный либо социально-экономический профиль, дающие углублённые знания по истории, обществознанию, правоведению, экономике, математике.
Обучение в гимназии является бесплатным.

## История
С 1997 года авторизована организацией Международного Бакалавриата (IB).
В 2000 году гимназия № 1531 первой из московских школ перешла на использование пластиковых карточек для оплаты еды в буфете.
В 2008 году гимназию посетил Майкл Кентский. Он присутствовал на церемонии открытия ежегодного международного конкурса на английском языке «Россия и Великобритания: единство в различии», состоявшейся в актовом зале гимназии.
Второй раз Майкл Кентский посетил гимназию в 2013 году, также присутствовав на церемонии открытия международных конкурсов после небольшого брифинга с учащимися гимназии.
В 2017 году директором школы стала Казакова Екатерина Юрьевна.

## Известные выпускники
Школу окончили Георгий Боос и Михаил Прохоров, Владимир Мау и Евгений Дод.
В школе № 21 в разное время учились актриса Мария Шукшина, банкир Дмитрий Ананьев и кинорежиссёр Сергей Зайцев.